# Freeks
Freeks (estilizado como FreeKs) es una serie de televisión por internet musical de misterio y drama adolescente argentina original de Disney+. Está protagonizada por Guido Pennelli, Julián Cerati, Alan Madanes, Pablo Turturiello y Gastón Vietto. La serie se estrenó el 28 de junio de 2023.
En septiembre de 2024 la serie fue eliminada del servicio de Disney+ junto a otras 24 producciones originales de dicha plataforma.

## Sinopsis
La historia sigue a Gaspar (Guido Pennelli), un músico prodigio y líder de la banda FreeKs quien es acusado por sus amigos de un robo que no ha cometido y decide demostrar su inocencia para reclamar su lugar en la banda, por lo cual, Gaspar hará todo lo posible para descubrir al verdadero culpable del robo, pero mientras tanto, sus compañeros de banda Ulises (Julián Cerati), Ludovico (Alan Madanes), Coco (Pablo Turturiello) y Juani (Gastón Vietto) logran volverse más famosos en la escena musical. En este punto, Gaspar deberá lidiar con el éxito abrumador que están viviendo sus excompañeros y del cual él no puede disfrutar.

## Elenco

### Principal
- Guido Pennelli como Gaspar Fernández
- Julián Cerati como Ulises Segovia
- Alan Madanes como Ludovico Repetto
- Pablo Turturiello como Coco Giacometti
- Gastón Vietto como Juani Álvarez

### Secundario
- Malena Ratner como Nina Reynolds
- Agustina Cabo como Isabella Segovia
- Julia Tozzi como Gisela «Gi»
- Marcelo de Bellis como Ricardo Lugones
- Santiago Stieben como Blas Repetto
- Mariana Torres como Laura Fernández
- Daniela Améndola como Fabiana
- Pablo Sultani como Oso
- Malena Narvay como Charo
- Tupac Larriera como Mauricio Corti
- Alejandro Müller como Enzo Giacometti

### Participaciones
- Yami Safdie como Camila
- Diego Romero como Lolo
- Coraje Abalos como Omar
- Daniel Martins como Andy
- Khea como Él mismo

## Episodios
| N.º | Título             | Dirigido por                 | Escrito por                                                                         | Fecha de lanzamiento original |
| --- | ------------------ | ---------------------------- | ----------------------------------------------------------------------------------- | ----------------------------- |
| 1   | «Torcer el rumbo»  | Martín Deus y Maxi Gutiérrez | Marisel Lloberas, José Miguel Arroyo, Maxi Gutiérrez, Sol Levinton y Ricardo Morteo | 28 de junio de 2023           |
| 2   | «Estaré aquí»      | Martín Deus y Maxi Gutiérrez | Marisel Lloberas, José Miguel Arroyo, Maxi Gutiérrez, Sol Levinton y Ricardo Morteo | 28 de junio de 2023           |
| 3   | «Reversiones»      | Martín Deus y Maxi Gutiérrez | Marisel Lloberas, José Miguel Arroyo, Maxi Gutiérrez, Sol Levinton y Ricardo Morteo | 28 de junio de 2023           |
| 4   | «El cuaderno rojo» | Martín Deus y Maxi Gutiérrez | Marisel Lloberas, José Miguel Arroyo, Maxi Gutiérrez, Sol Levinton y Ricardo Morteo | 28 de junio de 2023           |
| 5   | «Fan»              | Martín Deus y Maxi Gutiérrez | Marisel Lloberas, José Miguel Arroyo, Maxi Gutiérrez, Sol Levinton y Ricardo Morteo | 28 de junio de 2023           |
| 6   | «Brujería»         | Martín Deus y Maxi Gutiérrez | Marisel Lloberas, José Miguel Arroyo, Maxi Gutiérrez, Sol Levinton y Ricardo Morteo | 28 de junio de 2023           |
| 7   | «Identidades»      | Martín Deus y Maxi Gutiérrez | Marisel Lloberas, José Miguel Arroyo, Maxi Gutiérrez, Sol Levinton y Ricardo Morteo | 28 de junio de 2023           |
| 8   | «Feliz cumpleaños» | Martín Deus y Maxi Gutiérrez | Marisel Lloberas, José Miguel Arroyo, Maxi Gutiérrez, Sol Levinton y Ricardo Morteo | 28 de junio de 2023           |
| 9   | «¿Quién sos?»      | Martín Deus y Maxi Gutiérrez | Marisel Lloberas, José Miguel Arroyo, Maxi Gutiérrez, Sol Levinton y Ricardo Morteo | 28 de junio de 2023           |
| 10  | «Un día perfecto»  | Martín Deus y Maxi Gutiérrez | Marisel Lloberas, José Miguel Arroyo, Maxi Gutiérrez, Sol Levinton y Ricardo Morteo | 28 de junio de 2023           |
| 11  | «Al límite»        | Martín Deus y Maxi Gutiérrez | Marisel Lloberas, José Miguel Arroyo, Maxi Gutiérrez, Sol Levinton y Ricardo Morteo | 28 de junio de 2023           |
| 12  | «(Des)ilusión»     | Martín Deus y Maxi Gutiérrez | Marisel Lloberas, José Miguel Arroyo, Maxi Gutiérrez, Sol Levinton y Ricardo Morteo | 28 de junio de 2023           |
| 13  | «Park Hall»        | Martín Deus y Maxi Gutiérrez | Marisel Lloberas, José Miguel Arroyo, Maxi Gutiérrez, Sol Levinton y Ricardo Morteo | 28 de junio de 2023           |

## Producción

### Desarrollo
En septiembre del 2021, se anunció que Disney+ ya había comenzado a trabajar en la serie Freeks, cuya producción estuvo bajo las empresas argentinas Pampa Films y Gloriamundi Producciones. Asimismo, se informó que Martín Deus y Maximiliano Gutiérrez serían los responsables de dirigir los trece episodios de 40 minutos.

### Rodaje
La fotografía principal de la serie inició en agosto del 2021 en Buenos Aires. A mediados de noviembre del mismo año las grabaciones concluyeron.

### Casting
A fines de septiembre del 2021, se confirmó que el elenco principal de la serie iba a estar conformado por Guido Pennelli, Julián Cerati, Alan Madanes, Pablo Turturiello y Gastón Vietto. Asimismo, se comunicó que estarían acompañados por otros actores jóvenes como Malena Ratner, Julia Tozzi, Agustina Cabo, Yamila Safdie, Malena Narvay, Daniela Améndola y Tupac Larriera. A su vez, se anunció la presencia de actores de experiencia como Marcelo de Bellis, Pablo Sultani, Santiago Stieben, Mariana Torres, Diego Romero y Alejandro Müller.

## Banda sonora
- 2023: Freeks (banda sonora)

## Premios y nominaciones
| Lista de premios y nominaciones | Lista de premios y nominaciones | Lista de premios y nominaciones | Lista de premios y nominaciones                                 | Lista de premios y nominaciones | Lista de premios y nominaciones |
| Año                             | Organización                    | Categoría                       | Nominado/a(s)                                                   | Resultado                       | Ref(s)                          |
| ------------------------------- | ------------------------------- | ------------------------------- | --------------------------------------------------------------- | ------------------------------- | ------------------------------- |
| 2023                            | Premios Cóndor de Plata         | Mejor canción original          | «Torcer el rumbo» por Federico Vilas y Mauro Franceschini Campo | Nominado                        | [ 11 ]                          |
| 2024                            | Premios Produ                   | Mejor serie juvenil musical     | Freeks                                                          | Nominado                        | [ 12 ]                          |